# Sacriportus
Sacriportus (en grec antic Ἱερὸς λιμήν) va ser una petita ciutat del Latium on l'any 82 aC va tenir lloc la batalla decisiva entre Sul·la i Mari el jove. Estava situada entre la ciutat de Sígnia i Praeneste.
Mari el jove va ser totalment derrotat i es va haver de refugiar a Praeneste. Totes les fonts diuen que la batalla va tenir lloc "apud Sacriportum" ('prop de Sacriportus'), però ningú parla de la seva situació exacta. Aquest nom no apareix en cap altra ocasió, i no se sap quin era el seu significat, si es tractava d'un poble o poblet, o simplement d'un lloc que es deia així. Appià diu que era proper a Praeneste, i Plutarc explica que era a prop de Sígnia. A més, sabem per Appià, que Sul·la després d'haver assetjat i pres Sètia, va fer que Mari el jove, que havia intentat defensar-la, es retirés lentament davant seu fins que va arribar als voltants de Praeneste. Llavors es va aturar a Sacriportus i va presentar batalla al seu perseguidor. Per tant, devia d'estar situat a la plana de sota de Praeneste, entre aquella ciutat i Sígnia, i probablement no gaire lluny del pas entre els turons Albans i les muntanyes dels volscs, per on Mari devia de tenir la seva línia de retirada.